# Erich Meske
Erich Meske (* 18. September 1932; † 2009) war ein deutscher Diplomat. Er war Botschafter der DDR in zahlreichen afrikanischen Staaten.

## Leben
Meske wurde in einer Arbeiterfamilie geboren und erlernte den Beruf des Zimmermanns. Nach dem Besuch der Arbeiter-und-Bauern-Fakultät legte er 1956 das Abitur ab und studierte anschließend von 1956 bis 1960 Außenpolitik an der Deutschen Akademie für Staats- und Rechtswissenschaft in Potsdam-Babelsberg.
Er war im Diplomatischen Dienst der DDR tätig: zunächst als Botschaftsrat in Damaskus, dann 1975/1976 als Botschaftsrat in Teheran. Von Juli 1976 bis 1978 war er Botschafter der DDR in Tunis, von 1980 bis 1985 Botschafter in der malischen Hauptstadt Bamako. Von dort aus war er auch als Botschafter zuständig für Mauretanien (1980–1985), für den Niger (1981–1985) sowie für Burkina Faso (1982–1985). Von 1986 bis 1990 war er Botschafter in Bissau und dort zweitakkreditiert für Gambia.